# بخش بنیتو خوارز
بخش بنیتو خوارز پارتیدو (به اسپانیایی: Partido de Benito Juárez) یک منطقهٔ مسکونی در آرژانتین است که در استان بوئنوس آیرس واقع شده‌است. بخش بنیتو خوارز پارتیدو ۵٬۲۸۵ کیلومتر مربع مساحت و ۲۰٬۴۰۲ نفر جمعیت دارد.